# Türkvizyonsongfestival 2014
Het Türkvizyonsongfestival 2014 was de tweede editie van het Türkvizyonsongfestival. Het werd gehouden in de Tatneft-Arena in Kazan, Tatarije op 19 en 21 november 2014. Er namen 26 landen aan deel.

## Deelnemende gebieden
Er waren zes debuterende landen/gebieden dat jaar. De Russische Federatie zou, weliswaar zonder de apart deelnemende gebieden, voor het eerst deelnemen. Er was ook eerst enige twijfel over de deelname van de Autonome republiek van de Krim. In eerste instantie zou de Krimrepubliek niet deelnemen wegens de annexatie door Rusland. Op 20 juli 2014 werd bekendgemaakt dat er een akkoord was om toch deel te nemen aan het festival. Op 16 november 2014 werd bekendgemaakt dat niet Rusland, maar Moskou naar het festival zou gaan.
Duitsland debuteerde op het festival. Met 1,65 miljoen Turken was Duitsland daarmee, afgezien van Turkije zelf, het land met het grootste aantal Turken onder de deelnemers.
Op 1 oktober werd de officiële deelnemerslijst gepubliceerd, daar stonden Altaj, Kemerovo, Kosovo, Roemenië en Wit-Rusland niet op. Uiteindelijk nam Roemenië toch deel.
Bijna een halve maand nadat de deelnemerslijst werd gepubliceerd, op 13 oktober 2014, meldde de Iraanse omroep zich alsnog aan voor deelname.
Op 24 oktober 2014, drie weken nadat de deelnemerslijst werd gepubliceerd, meldde Albanië zich eveneens alsnog aan voor deelname aan het festival en nog een week later deed de Bulgaarse omroep dat ook.
Op 13 november 2014 vervolgens, zes dagen voordat het festival gehouden werd, meldde ook de Turkmeense omroep zich alsnog aan als deelnemer. Uiteindelijk namen er 26 landen en gebieden deel aan deze editie van het festival. 

## Overzicht

### Finale
| Plaats | Regio                 | Taal                    | Artiest            | Lied                   | Punten |
| ------ | --------------------- | ----------------------- | ------------------ | ---------------------- | ------ |
| 1      | Kazachstan            | Kazachs                 | Janar Duğalova     | Izin körem             | 225    |
| 2      | Tatarije              | Tataars                 | Ajdar Soelejmanov  | Atlar çaba             | 201    |
| 3      | Basjkirostan          | Basjkiers               | Zaman              | Koebair                | 199    |
| 4      | Kirgizië              | Kirgizisch              | Non-Stop           | Seze bil               | 196    |
| 5      | Turkmenistan          | Turkmeens               | Züleyha Kakayeva   | Shikga-Shikga bilerzik | 192    |
| 6      | Krimrepubliek         | Krim-Tataars            | Darina Sinitsjkina | Gider isen             | 186    |
| 7      | Oezbekistan           | Oezbeeks                | Aziza Nizamova     | Dunyo bolsin omon      | 183    |
| 7      | Jakoetië              | Jakoets                 | Vladlena Ivanova   | Kyn                    | 183    |
| 9      | Azerbeidzjan          | Azerbeidzjaans en Turks | Elvin Ordubadlı    | Divlerin yalqizliği    | 177    |
| 10     | Bosnië en Herzegovina | Bosnisch                | Mensur Salkić      | Šutim                  | 176    |
| 11     | Bulgarije             | Turks                   | Ismail Matev       | Yollara, taşlara       | 172    |
| 12     | Moskou                | Tataars                 | Kazan World        | Sine kötäm             | 170    |
| 13     | Iran                  | Azerbeidzjaans          | Barış              | Heydar baba            | 167    |
| 14     | Macedonië             | Turks                   | Kaan Mazhar        | Yolumu bulurum         | 166    |
| 15     | Turkije               | Turks                   | Funda Kılıç        | Hoppa                  | 128    |

### Halve finale
Nadat de uitslag van de halve finale werd bekendgemaakt deed men een opmerkelijke ontdekking. Het Turkmeense jurylid had vijf punten aan Turkmenistan gegeven terwijl punten geven aan het eigen land verboden is. Bosnië en Herzegovina kregen daarnaast drie punten te veel. Dit hield in dat als alle punten reglementair toegekend waren, niet Turkmenistan en Bosnië en Herzegovina de finale zouden gehaald hebben, maar Jakoetië en Bulgarije. Bulgarije zou elfde geëindigd zijn, Jakoetië twaalfde, Bosnië en Herzegovina dertiende, Azerbeidzjan veertiende en Turkmenistan vijftiende. Daarop werd besloten om zowel Jakoetië en Bulgarije alsook Azerbeidzjan toch tot de finale toe te laten. Daardoor telde de finale niet twaalf, maar vijftien landen.
| Plaats | Regio                                     | Taal                    | Artiest                         | Lied                   | Punten |
| ------ | ----------------------------------------- | ----------------------- | ------------------------------- | ---------------------- | ------ |
| 1      | Tatarije                                  | Tataars                 | Ajdar Soelejmanov               | Atlar çaba             | 223    |
| 2      | Turkije                                   | Turks                   | Funda Kılıç                     | Hoppa                  | 199    |
| 3      | Kazachstan                                | Kazachs                 | Janar Duğalova                  | Izin körem             | 198    |
| 4      | Basjkirostan                              | Basjkiers               | Zaman                           | Koebair                | 193    |
| 5      | Moskou                                    | Tataars                 | Kazan World                     | Sine kötäm             | 190    |
| 6      | Kirgizië                                  | Kirgizisch              | Non-Stop                        | Seze bil               | 190    |
| 7      | Macedonië                                 | Turks                   | Kaan Mazhar                     | Yolumu bulurum         | 181    |
| 8      | Iran                                      | Azerbeidzjaans          | Barış                           | Heydar baba            | 178    |
| 9      | Krimrepubliek                             | Krim-Tataars            | Darina Sinitsjkina              | Gider isen             | 178    |
| 10     | Oezbekistan                               | Oezbeeks                | Aziza Nizamova                  | Dunyo bolsin omon      | 172    |
| 11     | Bulgarije                                 | Turks                   | İsmail Matev                    | Yollara, taşlara       | 168    |
| 12     | Jakoetië                                  | Jakoets                 | Vladlena Ivanova                | Kyn                    | 168    |
| 13     | Bosnië en Herzegovina                     | Bosnisch                | Mensur Salkić                   | Šutim                  | 168    |
| 14     | Azerbeidzjan                              | Azerbeidzjaans en Turks | Elvin Ordubadlı                 | Divlerin yalqizliği    | 166    |
| 15     | Turkmenistan                              | Turkmeens               | Züleyha Kakayeva                | Shikga-Shikga bilerzik | 164    |
| 16     | Gagaoezië                                 | Gagaoezisch             | Maria Topal                     | Aaladım                | 162    |
| 17     | Roemenië                                  | Turks                   | Genghiz Erhan & Alev Gafar      | Genclik basa bir gelir | 158    |
| 18     | Irak                                      | Turks                   | Ahmed Duzlu                     | Çal kalbimi            | 155    |
| 19     | Albanië                                   | Turks en Albanees       | Xhoi                            | Hava ve ateş           | 154    |
| 20     | Toeva                                     | Toevaans                | Ajas Kuular                     | Soebedej               | 151    |
| 21     | Duitsland                                 | Turks                   | Fahrettin Güneş                 | Sevdiğim               | 149    |
| 22     | Chakassië                                 | Chakassisch             | Sayana Saburova                 | Alzjaas                | 148    |
| 23     | Oekraïne                                  | Gagaoezisch             | Natali Deniz                    | Sän benim              | 148    |
| 24     | Kabardië-Balkarië & Karatsjaj-Tsjerkessië | Karatsjaj-Balkaars      | Eldar Zjanikajev                | Barama                 | 148    |
| 25     | Georgië                                   | Azerbeidzjaans          | Ayla Shiriyeva & Aysel Mamadova | Tenhayam               | 141    |

## Wijzigingen

Deelnemende landen
Landen die in het verleden deelgenomen hebben, en in 2014 waren.
Landen die de halve finale niet overleefden.

### Debuterende gebieden
- Albanië: Op 24 oktober 2014 meldde Albanië zich nog aan voor deelname aan het festival.
- Bulgarije: Na eerdere geruchten over een deelname, maakte de Bulgaarse omroep pas op 31 oktober 2014 officieel bekend dat het land zou deelnemen aan het festival.
- Duitsland: Duitsland deed voor het eerst mee aan het festival. Met 1,65 miljoen Turken was Duitsland daarmee, afgezien van Turkije zelf, het land met het grootste aantal Turken onder de deelnemers.
- Iran: Op 13 oktober 2014, een halve maand nadat de officiële deelnemerslijst werd gepubliceerd, meldde Iran zich toch nog aan voor deelname.
- Moskou: Op 20 juli 2014 werd bekendgemaakt dat de Russische omroep een akkoord had om deel te nemen aan het festival. Op 16 november 2014 werd bekendgemaakt dat niet Rusland, maar Moskou naar het festival zou gaan.
- Turkmenistan: Op 13 november 2014, slechts zes dagen voordat het festival georganiseerd wordt, meldde de Turkmeense omroep zich nog aan voor deelname aan het festival. Oorspronkelijk zou Turkmenistan ook in 2013 deelnemen, maar toen trok het land zich, op het laatste moment, terug.

### Terugtrekkende gebieden
- Altaj: Na eerdere geruchten van een deelname stond het land toch niet op de officiële deelnemerslijst van 1 oktober 2014.
- Kemerovo: Dit land stond niet op de officiële deelnemerslijst van 1 oktober 2014.
- Kosovo: Dit land stond niet op de officiële deelnemerslijst van 1 oktober 2014.
- Noord-Cyprus: Noord-Cyprus zou normaal gezien deelnemen aan het festival, maar aangezien Rusland Noord-Cyprus niet als een officieel land erkent, kwam de Noord-Cypriotische deelneemster İpek Amber met haar Noord-Cypriotische nationaliteit Rusland niet binnen.
- Wit-Rusland: Dit land stond niet op de officiële deelnemerslijst van 1 oktober 2014.

## Terugkerende artiesten
| Land/regio                                | Artiest         | Plaats | Eerdere deelname                               | Plaats toen |
| ----------------------------------------- | --------------- | ------ | ---------------------------------------------- | ----------- |
| Irak                                      | Ahmed Duzlu     | HF 18  | Irak 2013                                      | HF          |
| Kabardië-Balkarië & Karatsjaj-Tsjerkessië | Eldar Zhanikaev | HF 24  | Kabardië-Balkarië & Karatsjaj-Tsjerkessië 2013 | HF          |
| Roemenië                                  | Genghiz Erhan   | HF 17  | Roemenië 2013                                  | HF          |

## Incident
De Turkse deelneemster Funda Kılıç kwam na haar optreden in de halve finale onder vuur te liggen door haar outfit. Een aantal delegaties, waaronder die van Basjkirostan, gaven aan de ze niet te spreken waren over het feit dat Kılıç in een short optrad voor 300 miljoen kijkers. Ondanks dat ze de steun kreeg van de organisatie koos Kılıç ervoor om in de finale met een andere outfit op te treden.
2013 · 2014 · 2015 · 2020